# Ambrosio Figueroa
Ambrosio Figueroa Mata (Quetzalapa, 7 dicembre 1869 – Iguala, 23 giugno 1913) è stato un generale, politico e rivoluzionario messicano.

## Biografia
Figueroa nacque a Quetzalapa, nel comune di Huitzuco, nel Guerrero, nel 1869. Nella sua vita si dedicò all'agricoltura e si iscrisse alla Seconda Riserva militare creata dal generale Bernardo Reyes agli inizi del secolo. Nel 1910 sì unì al movimento antirielezionista di Francisco Madero e prese le armi contro il dittatore Porfirio Díaz e divenne il comandante dei ribelli del Guerrero. In questa veste combatté al fianco di Emiliano Zapata, comandante dei ribelli del Morelos. A insurrezione terminata divenne governatore del Morelos, carica che mantenne fino al 1912. Come governatore dello stato, combatté duramente gli zapatisti, con cui aveva rotto le relazioni. Morì fucilato il 23 giugno 1913 a Iguala, nel Guerrero, per aver preso parte all'insurrezione contro Victoriano Huerta insieme ai suoi fratelli.